# Richenza de Nordheim
Richenza de Nordheim, née vers 1088 et morte le 10 juin 1141, fut duchesse de Saxe de 1106, puis reine de Germanie de 1125 et enfin impératrice du Saint-Empire de 1133 jusqu'à 1137 par son mariage avec Lothaire de Supplinbourg. 

## Biographie
Elle est la fille de Henri le Gras († 1101), comte de Nordheim en Saxe et margrave de Frise, issue de son mariage avec Gertrude de Brunswick, de la famille des Brunonides, fille du margrave Egbert Ier de Misnie. Du côté paternel, Richenza est la petite-fille du comte Otton de Nordheim († 1083), duc de Bavière et le chef militaire des nobles féodaux pendant la Révolte des Saxons contre le règne du roi Henri IV dans les années 1070.
Elle épouse le comte Lothaire de Supplinbourg vers l'an 1100. La famille de son mari faisait également partie de l'opposition saxonne contre la dynastie franconienne ; son père le comte Gebhard de Supplinbourg avait trouvé la mort en 1075 combattant les forces de Henri IV. Par le mariage, Lothaire s'est assuré le patrimoine saxon des Brunonides autour de Brunswick que, plus tard, tombait entre les mains des Welf. 
À la mort de Magnus Billung en 1106, Lothaire fut nommé duc de Saxe par le nouveau roi Henri V, fils de Henri IV, qui vient justement de destituer son père. Il a pu accroître ses possessions après le décès de son beau-frère le comte Otton II de Nordheim en 1116.
Lorsque la dynastie franconienne s'éteignit à la mort de l'empereur Henri V en 1125, son neveu le duc Frédéric II de Souabe, issu de la maison de Hohenstaufen, devient candidat naturel pour le titre de roi des Romains. Toutefois, à la suite d'une élection contestée, Lothaire de Supplinbourg a pris sa place sur le trône. Richenza participe au gouvernement du Saint-Empire à ses côtés, notamment à titre d'intermédiaire dans le conflit avec les Hohenstaufen et pendant le schisme sous le pontificat d'Innocent II à partir de 1130. Le 4 juin 1133, Lothaire a été sacré empereur par le pape à la basilique Saint-Jean-de-Latran de Rome.
Richenza a donné naissance à une fille, Gertrude de Saxe, le 19 avril 1115. Afin de renforcer les liens avec la dynastie des Welf, Lothaire maria Gertrude au duc Henri X de Bavière. Une cérémonie fastueuse fut organisée le 29 mai 1127 sur les bords de la Lech près d'Augsbourg. Henri X devint un fidèle soutien de l'empereur dans son combat contre les Hohenstaufen. Cette union marqua par ailleurs l'ascension des Welf : en 1136, Lothaire investit Henri de la marche de Toscane et, à sa mort en 1137, Henri lui succéda comme duc de Saxe, héritant au passage de terres allodiales saxonnes autour de Brunswick et de Nordheim.

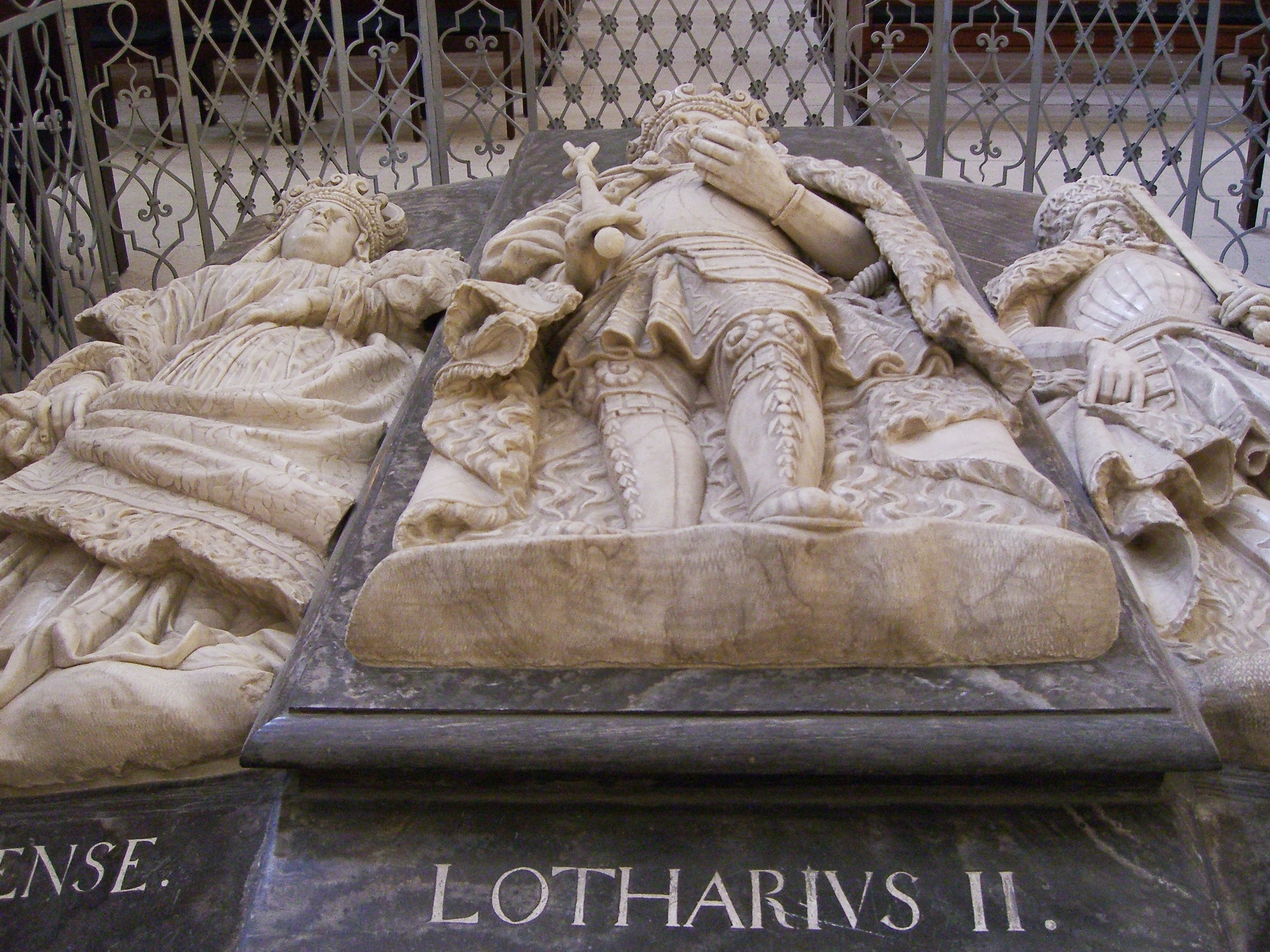
Tombe de Richenza (à gauche) et de son époux Lothaire à Königslutter.

Devenue veuve, Richenza essayait d'assurer la succession de son gendre sur le trône de Germanie, elle devait toutefois prendre note de l'élection de Conrad de Hohenstaufen. Bien que le nouveau roi a réattribué le duché de Saxe à Albert l'Ours de la maison d'Ascanie, Richenza est tout de même parvenue à protéger les prétentions de son petit-fils Henri le Lion.
Richenza meurt le 10 juin 1141 et fut inhumée dans la cathédrale impériale de Königslutter aux côtés de son mari.